# 上名 (いちき串木野市)
上名（かんみょう）は、鹿児島県いちき串木野市の大字。旧日置郡串木野郷上名村、日置郡串木野村大字上名、日置郡串木野町大字上名、串木野市上名。郵便番号は896-0052。
麓土地区画整理事業に伴い、2024年（令和6年）1月頃に大薗、小薗、麓、浅山が分立した。

## 地理
いちき串木野市の中部、五反田川の中流域に位置している。字域の北方にはいちき串木野市薩摩山、河内、南方には袴田、日出町、南方から東方にかけては生福、西方には三井、浜ケ城にそれぞれ隣接している。
字域の西部を南九州西回り自動車道が南北に通っており、字域内には串木野インターチェンジが設置されている。また、串木野ICでいちき串木野市街と薩摩川内市の樋脇地域を結んでいる鹿児島県道39号串木野樋脇線と接続しており、北部をほぼ東西に日置広域農道が通っている。

### 河川
- 五反田川
- 金山川

## 歴史

### 成立から町村制施行まで
上名という地名は江戸期より見え、薩摩国日置郡串木野郷（外城）のうちであった。上名という地名は「三国名勝図会」や享保10年の名寄帳に「串木野村上名」という記述があるのが初見であると考えられている。村高は「旧高旧領」では2,876石余であった。
1881年（明治14年）までは現在の大字冠嶽の区域も上名村に含まれていたが、上名村の一部より分割され冠嶽村（現在の大字冠嶽）となった。

### 町村制施行以後
1889年（明治22年）に町村制が施行されたのに伴い、江戸期の串木野郷の区域から串木野村が成立し、江戸期の上名村の区域は串木野村の大字「上名」（1935年の町制施行、1950年の市制施行の際も同様）となった。1999年（平成11年）に下名字東高畑、字中高畑、字西高畑の各一部を上名字東高畑に編入し、上名字西高畑及び東高畑の各一部が下名字中高畑の一部となった。
2005年（平成17年）に串木野市が市来町と対等合併し、いちき串木野市が成立。いちき串木野市の大字「上名」となった。
2011年（平成23年）10月11日には上名の一部から浜ケ城、三井、金山下が設置され、一部が日出町に編入され、2012年（平成24年）10月9日には上名の一部より、河内（かわうち）、袴田（はかまだ）、生福（せいふく）の3町が設置され、一部が金山、海瀬、薩摩山、日出町に編入された。
2023年（令和5年）7月18日、いちき串木野市が実施した土地区画整理事業に伴い、上名の一部から新たに浅山（あさやま）、麓（ふもと）、大薗（おおぞの）、小薗（こぞの）が分立し、一部が日出町に編入された。。

### 人口の変遷
| 統計年次〔年〕     | 世帯数〔世帯〕 | 総人口〔人〕 | 出典  |
| 1881年（明治14年） | 859            | 3,811        | [ 7 ] |
| 1976年（昭和51年） | 916            | 3,194        | [ 3 ] |

### 字域の変遷
| 実施後             | 実施年             | 実施前                                       |
| ------------------ | ------------------ | -------------------------------------------- |
| 上名字東高畑の一部 | 1999年（平成11年） | 下名字東高畑、中高畑及び西高畑の各一部       |
| 下名字中高畑の一部 | 1999年（平成11年） | 上名字西高畑及び東高畑の各一部               |
| 浜ケ城             | 2011年（平成23年） | 新開、針原沖、宇都良、釜牟田の一部、迫の一部 |
| 日出町の一部       | 2011年（平成23年） | 釜牟田の一部、迫、豆打                       |
| 三井               | 2011年（平成23年） | 瘤下                                         |
| 金山下             | 2011年（平成23年） | 臼木ケ段                                     |
| 河内               | 2012年（平成24年） | 大字上名の一部                               |
| 袴田               | 2012年（平成24年） | 大字上名の一部                               |
| 生福               | 2012年（平成24年） | 大字上名の一部                               |
| 金山の一部         | 2012年（平成24年） | 大字上名の一部                               |
| 海瀬の一部         | 2012年（平成24年） | 大字上名の一部                               |
| 薩摩山の一部       | 2012年（平成24年） | 大字上名の一部                               |
| 日出町の一部       | 2012年（平成24年） | 大字上名の一部                               |
| 浅山               | 2023年（令和5年）  | 大字上名の一部                               |
| 麓                 | 2023年（令和5年）  | 大字上名の一部                               |
| 大薗               | 2023年（令和5年）  | 大字上名の一部                               |
| 小薗               | 2023年（令和5年）  | 大字上名の一部                               |

## 施設
寺社
- 南方神社
- 伊多神社
- 南方神社
- 善光院

## 小・中学校の学区
市立小・中学校の学区（校区）は以下の通りである。
| 大字 | 番地等 | 小学校                       | 中学校                       |
| ---- | ------ | ---------------------------- | ---------------------------- |
| 上名 | 一部   | いちき串木野市立串木野小学校 | いちき串木野市立串木野中学校 |
| 上名 | 一部   | いちき串木野市立生福小学校   | いちき串木野市立生冠中学校   |

## 交通

### 道路
高規格幹線道路
- 南九州西回り自動車道川内道路
  - 串木野インターチェンジ

県道
- 鹿児島県道39号串木野樋脇線

広域農道
- 日置広域農道